# 청자 음각연화당초 상감국화문 완
청자 음각연화당초 상감국화문 완(靑磁 陰刻蓮花唐草 象嵌菊花文 碗)은 음각으로 연꽃과 덩굴무늬를, 상감기법으로 국화 무늬를 새겨넣은, 고려청자 완(대접)이다. 삼성미술관 리움에 있으며, 1990년 5월 21일 대한민국의 보물 제1032호로 지정되었다.

## 개요
고려시대 만들어진 높이 6.9cm, 아가리 지름 16.6cm, 밑지름 4.0cm인 청자완으로, 바닥에서 아가리까지 거의 직선에 가깝게 벌어진 형태이다.
그릇 안쪽 아가리 가까이에는 음각된 덩굴무늬로 띠를 둘렀으며, 그 아래쪽에는 화문을 꽉 차게 배치하였으며, 바닥에는 작은 원이 새겨 있다. 화려하고 섬세한 이러한 음각과 양각(양인각) 문양은 중국의 영향을 받은 것으로 이해되고 있다. 그릇의 바깥부분에는 다른 장식은 없고 4군데에 국화문양을 배치하였는데, 도장을 찍은 듯한 국화송이는 흰색으로 상감하고 잎은 검은색으로 표현하여, 흑백의 대비가 선명하면서도 조화롭고 단정하다.
한 그릇에 음각과 양각, 상감문양이 함께 있는 드문 예로, 고려시대 상감청자의 초기 상황을 이해하는 데 좋은 자료가 된다. 

## 같이 보기
- 고려청자

## 참고 자료
- 청자 음각연화당초 상감국화문 완 - 국가유산청 국가유산포털